# Luqu
| Tibetische Bezeichnung                  |
| --------------------------------------- |
| Tibetische Schrift: ཀླུ་ཆུ་རྫོང་             |
| Wylie-Transliteration: klu chu rdzong   |
| Offizielle Transkription der VRCh: Luqu |
| THDL-Transkription: Luchu               |
| Chinesische Bezeichnung                 |
| Traditionell: 碌曲縣                    |
| Vereinfacht: 碌曲县                     |
| Pinyin:Lùqǔ Xiàn                        |

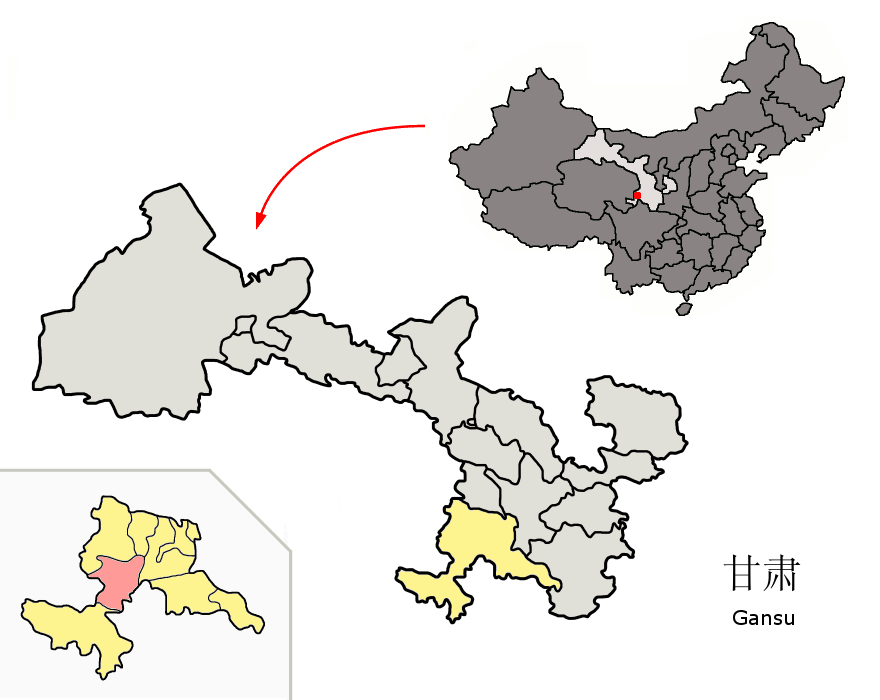
Lage des Kreises Luqu (rosa) in der bezirksfreien Stadt Gannan (gelb)

Luqu (auch Luchu) ist ein Kreis des Autonomen Bezirks Gannan der Tibeter in der chinesischen Provinz Gansu. Er hat eine Fläche von 4.790 km² und zählt 38.300 Einwohner (Stand: Ende 2018). Sein Hauptort ist die Großgemeinde Ma'ngê (玛艾镇).

## Administrative Gliederung
Auf Gemeindeebene setzt sich der Kreis aus zwei Großgemeinden und fünf Gemeinden zusammen. Diese sind (Pinyin/chin.):
- Großgemeinde Langmusi 郎木寺镇
- Großgemeinde Ma'ngê 玛艾镇 (chinesisch Ma'ai)

- Gemeinde Gahai 尕海乡
- Gemeinde Xicang 西仓乡
- Gemeinde Larenguan 拉仁关乡
- Gemeinde Shuangcha 双岔乡
- Gemeinde Ala 阿拉乡

## Ethnische Gliederung der Bevölkerung (2000)
Beim Zensus im Jahr 2000 hatte Luqu 29.675 Einwohner.
| Name des Volkes | Einwohner | Anteil  |
| --------------- | --------- | ------- |
| Tibeter         | 25.962    | 87,49 % |
| Han             | 2.210     | 7,45 %  |
| Hui             | 1.418     | 4,78 %  |
| Dongxiang       | 17        | 0,06 %  |
| Mandschu        | 14        | 0,05 %  |
| Bai             | 14        | 0,05 %  |
| Tu              | 13        | 0,04 %  |
| Bonan           | 12        | 0,04 %  |
| Mongolen        | 6         | 0,02 %  |
| Salar           | 3         | 0,01 %  |
| Sonstige        | 6         | 0,02 %  |